# ICP Savannah
ICP Savannah — однодвигательный сверхлёгкий высокоплан с расположенными бок о бок сидениями на двоих, производимый итальянской компанией ICP srl. Транспортное средство эксплуатируется в больших количествах, особенно в Европе.

## Описание
Самолёт ICP Savannah выпускается в готовом к полёту виде или в виде комплекта. В США транспортное средство регистрируется как LSA (light-sport aircraft), в некоторых других юрисдикциях — как сверхлёгкий высокоплан (ultralight), а в Новой Зеландии — как сверхлёгкий самолёт (microlight aircraft). Производство осуществляется на предприятии ICP, расположенном в Кастельнуово Дон-Боско (Пьемонт, Италия), куда фирма переехала 10 сентября 2009 года с первоначального завода в Пьова-Массая. 
Дизайнер Zenith STOL CH 701, покойный Крис Хайнц, считал Savannah несанкционированной копией своей разработки. Несмотря на это, в 2012 году компании ICP и Zenair начали сотрудничество, в рамках которого компания ICP выпускает готовую к полёту версию Zenair 650Ei, представляющую собой развитие AMD Zodiac для европейского рынка. 

## Дизайн
ICP Savannah — двухместный самолёт обычной конфигурации и металлической полумонококовой конструкции. Высокорасположенное крыло крепится к фюзеляжу V-образными стойками. Большинство вариантов имеют крыло постоянной хорды с комбинированными флаперонами. Первоначальные модели оснащались  полноразмерными прорезями для передней кромки. В салоне находится два сидения бок о бок под крылом. В кормовой части фюзеляж плоский, нижняя сторона поднимается к хвосту. Прямоугольное хвостовое оперение и рули высоты, где применяется обычный аэродинамический профиль, в отличие от Zenith, расположены в верхней части фюзеляжа, а штурвал проходит между рулями высоты к килю. Плавник и штурвал прямо-конические и слегка стреловидные. Опционально самолёт может оснащаться удлинителем штурвала. 
В основании V-образных стоек опоры крыла на консольных ножках установлены откинутые основные колёса трёхопорного шасси. Самолёт ICP Savannah может быть установлен на поплавки из кевлара/углеродного волокна. Альтернативный вариант гидросамолёта с амфибийными поплавками — Savannah Hydro. 
На самолёты устанавливается множество небольших двигателей мощностью 35—70 кВт. 
Savannah Advanced имеет укороченное коническое крыло, однако прорези крыла заменены вихревыми генераторами. Версия XL имеет кабину с увеличенной шириной и усиленным остеклением. 

## Эксплуатация
Поставки самолётов ICP Savannah начались примерно в 2000 году. К 2010 году было поставлено 650 самолётов или комплектующих. По состоянию на середину 2010 года в реестрах европейских стран к западу от России насчитывалось около 513 моделей Savannah и Bingo. Меньшее количество летает в Северной Америке, где агентом являлась компания Skykits Co., заменённая в 2011 году компанией I.C.P. Aviation North America, LLC (ICPANA). В Австралии и Новой Зеландии растёт популярность популярность 600-килограммовых версий Savannah XL и Savannah S. Например, по состоянию на март 2022 года в реестре воздушных судов Новой Зеландии насчитывается три типа Savannah. В их число входят восемь моделей VG, две модели XL и 23 модели S, в общей сложности, 33 самолёта модели Savannah. В настоящее время в Новой Зеландии эксплуатируется ещё семь моделей S. В Австралии по лучшим оценкам насчитывается более 100 завершённых полётов на самолётах ICP Savannah; многие другие находятся в эксплуатации.
К концу 2011 года общее количество выпущенных самолётов ICP (все модели, в основном, Savannah и Bingo) превысило 2000 единиц.
В 2008 году ожидался заказ самолётов ICP Savannah от ВВС Индии.

## Модификации

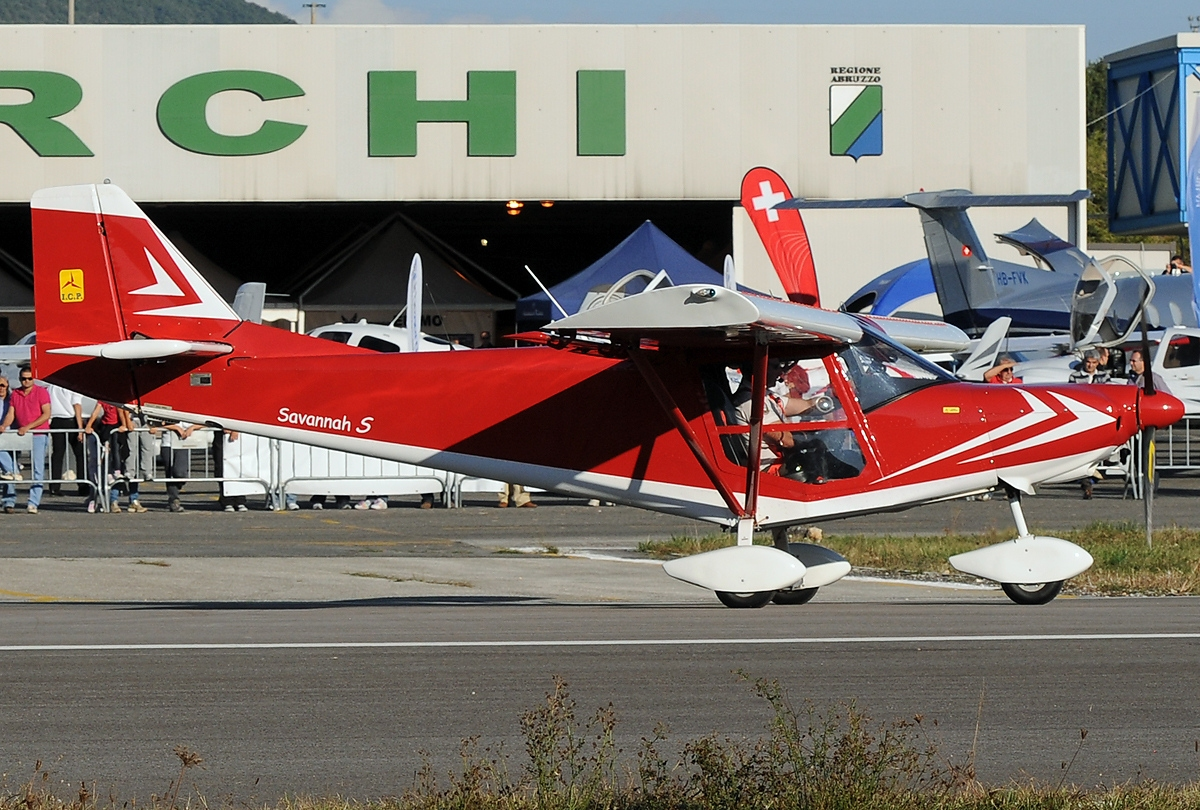
ICP Savannah

- Savannah MXP-740 «Classic» — модификация с предкрылками на передней кромке, представленная в 1997 году. Производство модели «Classic» было прекращено, поскольку предкрылки передней кромки были неэффективны из-за дополнительного сопротивления[8].
- Bingo 503 — модификация с рядным двухцилиндровым двухтактным двигателем Rotax 503 мощностью 37 кВт (50 л. с.).
- Super Bingo — модификация с рядным двухцилиндровым редукторным двигателем Simonini Victor 2. Первый полёт состоялся 19 октября 2001 года.
- Bingo 4T — модификация с горизонтальным двухцилиндровым оппозитным четырёхтактным двигателем HKS 700E мощностью 45 кВт (60 л. с.), представленная в 2003 году.
- Vimana — модификация укороченного взлёта и посадки, представленная в 2006 году. По состоянию на 2011 год, находится в производстве. Самолёт имеет крыло Savannah ADV с двухщелевыми закрылками Fowler, предкрылками на передней кромке, одинарными распорками и утончённым фюзеляжем. Двигатель — Rotax 912 ULS мощностью 74 кВт (99 л. с.), четырёхтактный. В Северной Америке называется Rampage.
- Savannah ADV — модификация с видоизменённым коническим крылом размахом 8,00 м и площадью 9,40 м2 с флаперонами полного размаха. Максимальная скорость — 200 км/ч.
- Savannah VG — модификация, представленная в 2004 году. Представляет собой версию «Classic» с вихревыми генераторами вместо предкрылок и видоизменённым профилем крыла, введённым для получения ускоренного крейсерского движения. Скорость сваливания — 50 км/ч. Самолёт оснащается оппозитным четырёхцилиндровым двигателем Rotax 912 ULS мощностью 74 кВт (99 л. с.), оппозитным четырёхцилиндровым двигателем Jabiru 2200 мощностью 60 кВт (80 л. с.) или же рядным трёхцилиндровым двигателем Suzuki G10 мощностью 60 кВт (80 л. с.).

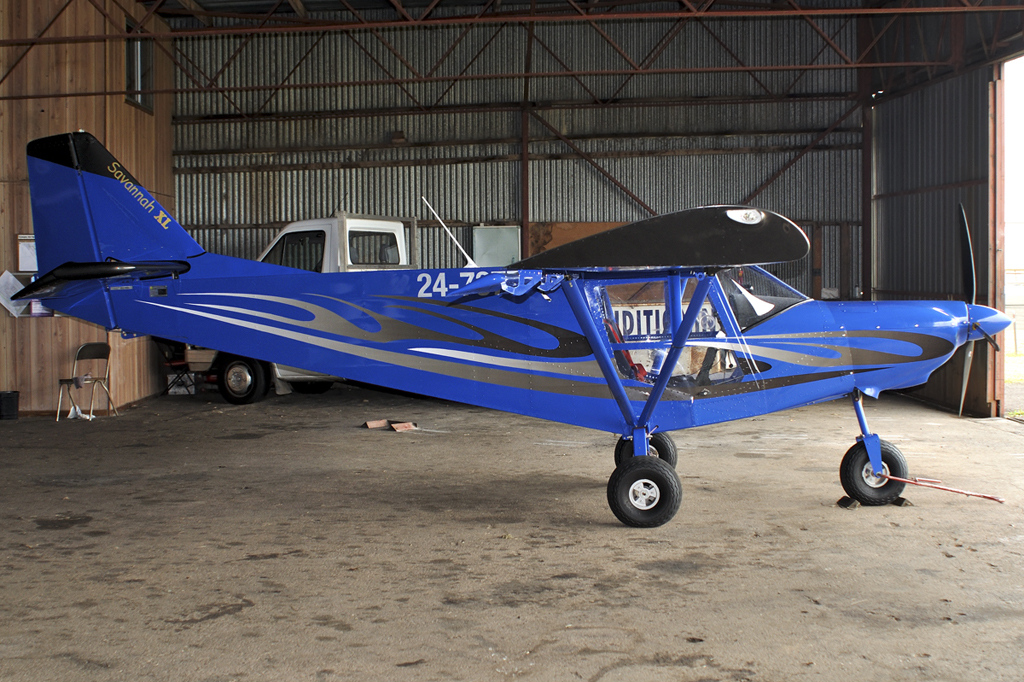
Savannah XL

- Savannah XL — модификация, представленная в 2009 году. Ширина увеличена до 1130 мм за счёт добавления выпуклых, прозрачных дверей. Также была добавлена прозрачная крыша кабины для обеспечения безопасности полётов. Самолёт имеет ветровое стекло с наиболее аэродинамическим наклоном и переработанные линии капота. Savannah XL — первый самолёт с педалями штурвала, которые можно регулировать до 100 мм. В Северной Америке называется Savannah VGW.
- Savannah S — модификация, представленная в 2010 году, флагманская модель. Имеет закруглённые углы хвостового оперения фюзеляжа. В отличие от других моделей, Savannah S не имеет «гофрированных» боковин фюзеляжа. Самолёт оснащается двигателями Rotax 912 производства Австрии[9], Viking 130[10] на базе двигателей японской компании Honda, а также Aeromomentum AM13[11] и AM15[12] на базе двигателей японской компании Suzuki.
- Savannah T (Taildragger) — модификация, представленная в 2013 году.